# Supercupa României 2025
La Supercupa României 2025 è stata la 27ª edizione della Supercoppa rumena, che si è disputata il 5 luglio 2025 allo Stadio Steaua di Bucarest tra il FCSB, vincitore del campionato e il CFR Cluj, vincitore della coppa nazionale. Il FCSB ha conquistato il trofeo per l'ottava volta nella sua storia.

## Le squadre
| Squadre  | Qualificazione                          | Partecipazioni precedenti (il grassetto indica la vittoria)                       |
| -------- | --------------------------------------- | --------------------------------------------------------------------------------- |
| FCSB     | Vincitore della Liga I 2024-2025        | 13 (1994, 1995, 1998, 1999, 2001, 2005, 2006, 2011, 2013, 2014, 2015, 2020, 2024) |
| CFR Cluj | Vincitore della Cupa României 2024-2025 | 9 (2009, 2010, 2012, 2016, 2018, 2019, 2020, 2021, 2022)                          |

## Tabellino
| Arbitro: | Marian Barbu |

|                             |           |          |
| Politic 48’ Radunović 90+1’ | Marcatori | 65’ Fică |